# List gończy
List gończy – urzędowe ogłoszenie, zamieszczane w gazetach lub (rzadziej) rozklejane w formie plakatów, pokazywane w telewizji w porach największej oglądalności, ogłaszane czasem też przez radio, a także dostarczane do jednostek policji, straży granicznej itp., informujące o poszukiwaniu osób podejrzanych o popełnienie przestępstwa lub osób zbiegłych samowolnie z aresztu lub więzienia oraz tych, którzy nie stawili się na odbycie kary pozbawienia wolności po uprawomocnieniu się wyroku skazującego lub nie powrócili do więzienia po upływie przepustki lub przerwy w odbyciu kary pozbawienia wolności, celem przymusowego doprowadzenia do zakładu karnego. Najczęściej jest to rodzaj publicznego ogłoszenia przez prokuratora, że wydał nakaz aresztowania podejrzanego. W liście gończym zazwyczaj zamieszcza się wizerunek poszukiwanego (jego zdjęcie lub rysunek, czasem tylko portret pamięciowy), rysopis i inne dane personalne, o ile są znane, a także rodzaj przestępstwa, o które jest podejrzany.
W liście gończym znajduje się także pouczenie, gdzie należy zgłaszać fakt dostrzeżenia poszukiwanego lub osoby do niego podobnej. Zwykle znajduje się także ostrzeżenie o karze grożącej za ewentualne udzielanie pomocy takiej osobie oraz za jej ukrywanie. Jeśli należy się liczyć z możliwością posiadania przez poszukiwanego broni, to informacja o tym także trafia do listu gończego. W przypadku poszukiwania szczególnie niebezpiecznych przestępców list gończy powiadamia także o ewentualnej nagrodzie przysługującej tym, którzy przyczynią się do schwytania poszukiwanego.
Jeśli poszukiwany może próbować schronić się poza granicami kraju, to po spełnieniu pewnych warunków formalnych można rozesłać za nim międzynarodowy list gończy, tj. wydać międzynarodowy nakaz aresztowania.